# Киноцентр на Красной Пресне
Киноце́нтр «Солове́й» на Кра́сной Пре́сне — 24-зальный московский кинотеатр, ранее располагавшийся на Красной Пресне. Был построен в марте 1989 года, закрыт — 2 декабря 2019 года. В настоящее время снесён. Самый многозальный и популярный кинотеатр России и Восточной Европы в 2012—2019 годах.

## История

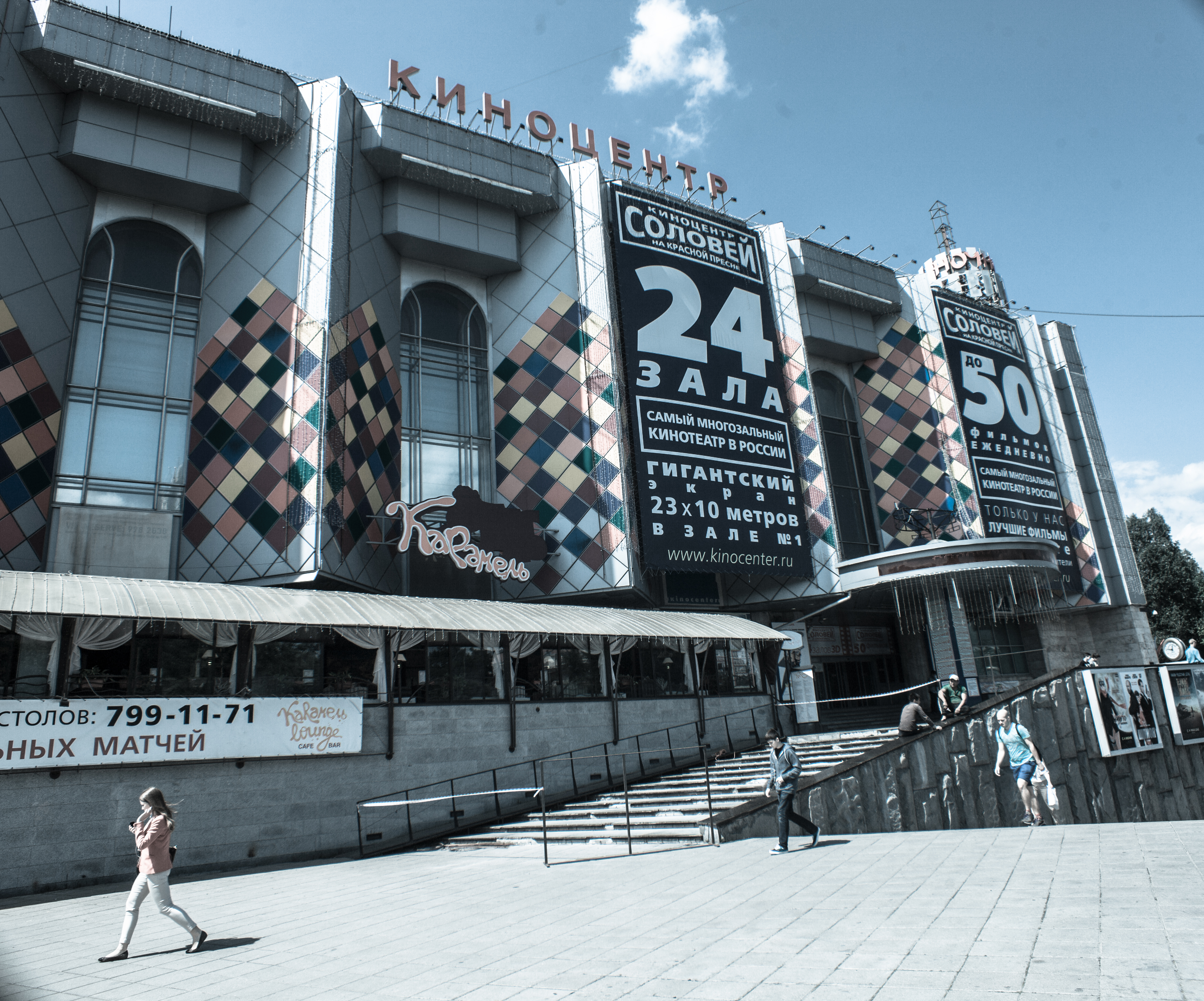
Киноцентр «Соловей» в 2015 году

История организации началась в 1959 году, когда она была открыта под названием Всесоюзного бюро пропаганды советского киноискусства (ВБПСК) при Союзе кинематографистов СССР. В 1970 году группа архитекторов под руководством Владимира Гинзбурга и Юлия Филлера занялась проектированием здания будущего киноцентра на Красной Пресне. Деньги на проект выделил Союз кинематографистов. Из-за больших объёмов работ и дорогостоящих материалов строительство затянулось практически на двадцать лет. Здание было построено на месте где раньше располагались Пресненские бани. В 1987-м ВБПСК было преобразовано во Всесоюзное творческо-производственное объединение (ВТПО) «Киноцентр», а через два года кинотеатр начал свою работу в новом здании по адресу Дружинниковская улица, 15. Большой зал открылся 31 марта 1989 года показом «Великого диктатора», подаренного киноцентру Уной Чаплин, вдовой признанного американского актёра. В новых помещениях киноцентра располагались фонды Музея кино, кино- и выставочные залы. Музею было отведено пять залов. 12 июня 1990 года в Киноцентре прошло экстренное заседание Первого Съезда народных депутатов РСФСР, принявших «Декларацию о государственном суверенитете РСФСР». В 1991 году Жан-Люк Годар подарил директору музея Науму Клейману одну из первых в стране систему DOLBY-stereo.
Пятнистая расцветка появилась на фасаде здания в начале 1990-х годов, когда в здании открылся российско-итальянский валютный ресторан «Арлекино», одно из первых совместных с иностранцами заведений в Москве. Так же в 1990-е годы на объекте установили вентилируемые фасады. По мнению специалистов, в результате перестройки внешний облик здания был испорчен и потерял целостность в сочетании с ансамблем метро «Краснопресненская». 
Исполнительным директором ресторана был актёр Сергей Жигунов. Доходы от ресторана шли на содержание Союза кинематографистов. После ухода Жигунова с поста руководителя ресторан стал пафосным ночным клубом и казино, а сам Киноцентр стал использоваться ещё и как концертная площадка. Клуб был очень популярен не только у российских звёзд, но его посещали и мировые знаменитости. Одной из таких знаменитостей был Марк Каминс, диджей и продюсер дебютного сингла Мадонны. В 1995 году топ-модель Наоми Кэмпбелл презентовала в клубе свою дебютную пластинку Baby Woman в рамках мирового турне.
В июле 1997 года, во время Московского международного кинофестиваля, рядом с кинотеатром были расстреляны совладелец клуба «Арлекино» Анатолий Гусев и его телохранитель. Через месяц около собственного дома исчез архитектор Киноцентра и ресторана «Арлекино» Владимир Гинзбург.
После закрытия клуба «Арлекино» продюсер Александр Толмацкий открыл на втором этаже здания клуб «Инфинити». Открытие клуба состоялось 17 ноября 2003 года.
Проходимость клуба доходила до пяти тысяч человек за ночь. Помимо кинотеатра и клуба в Кинокомплексе были расположены: казино, рестораны, бары и банкетный зал на 300 посадочных мест.
Популяризация клуба проходила через специально созданную Александром Толмацким радиостанцию Next FM. Клуб «Инфинити» стал местом отдыха и выступлений российских звёзд шоу-бизнеса и звёзд международного масштаба. 
В 2004—2005 годах Музею пришлось покинуть Дружинниковскую улицу, и 30 ноября 2005 года Синематека перестала функционировать. В качестве причины выселения СМИ называют продажу акций киноцентра Союзом кинематографистов во главе с Никитой Михалковым. Временные помещения Музею кино предоставил «Мосфильм».
Во второй половине 2005 года на территории Киноцентра и клуба «Инфинити» начались съёмки сериала «Клуб», совместного проекта Александра Толмацкого, продюсера Петра Шекшеева и канала «MTV Россия».
30 июня 2007 состоялся концерт, посвящённый закрытию клуба «Инфинити». 
Через несколько месяцев, после завершения реконструкции, на месте клуба «Инфинити» открылся клуб «Бархат», так же проект Александра Толмацкого. Сменив концепцию заведения клуб стал занимать почти всю территорию Киноцентра, а обстановка клуба напоминала декорации сериала «Клуб». В 2008 году в Киноцентре состоялся первый сольный концерт Анастасии Задорожной, исполнительницы главной роли сериала «Клуб». Первый проект сноса здания Киноцентра был согласован в 2010 году. Клуб «Бархат» просуществовал до 2011 года.
Киноцентр «Соловей» 
В 2011 году киноцентр получил новое название «Соловей». Переименование было приурочено к расширению площадей центра до 23 залов. Название «Соловей» Киноцентр на Красной Пресне получил в честь своего создателя Соловья Юрия Васильевича. Изменив название, руководство кинотеатра хотело привлечь внимание зрителей к проведённой реконструкции. В качестве причины ребрендинга также называют выход Союза кинематографистов из числа собственников центра.
На 2018 год кинотеатр «Соловей» является одним из немногих крупных несетевых кинотеатров России, имеет 24 зала и является крупнейшим в России и Восточной Европе. Кинозалы оснащены современной аппаратурой, в том числе для показа фильмов в формате 3D. Репертуар формируется из предпочтений зрителей: фильмы не выходят из проката, пока их посещают. Рекорд составил фильм «Амели», который шёл на экранах киноцентра в течение 37 месяцев. Кинотеатр также избирательно относится к выбору новинок, не все вышедшие в массовый прокат блокбастеры попадают в расписание. Всего в залах «Соловья» демонстрируется около 50 картин ежедневно, а в ноябре 2012 года был зафиксирован рекорд в 62 киноленты. Помимо этого, здесь проходят фестивали и премьеры.
2 декабря 2019 года Киноцентр «Соловей», в залах которого в течение 30 лет проведено более 325 тысяч сеансов, прекратил свою работу. Накануне в нём состоялся последний сеанс для зрителей — бесплатный показ фильма Чарли Чаплина «Великий диктатор», демонстрировавшегося и на открытии «Соловья» в марте 1989 года. Перед показом фильма с прощальной речью выступил создатель Киноцентра «Соловей» на Красной Пресне Соловей Юрий Васильевич. 
По итогам 2019 года по данным Фонда кино, Киноцентр «Соловей», несмотря на своё закрытие 1 декабря, стал самым посещаемым кинотеатром России с 1,6 млн зрителей.

### Резонансные события

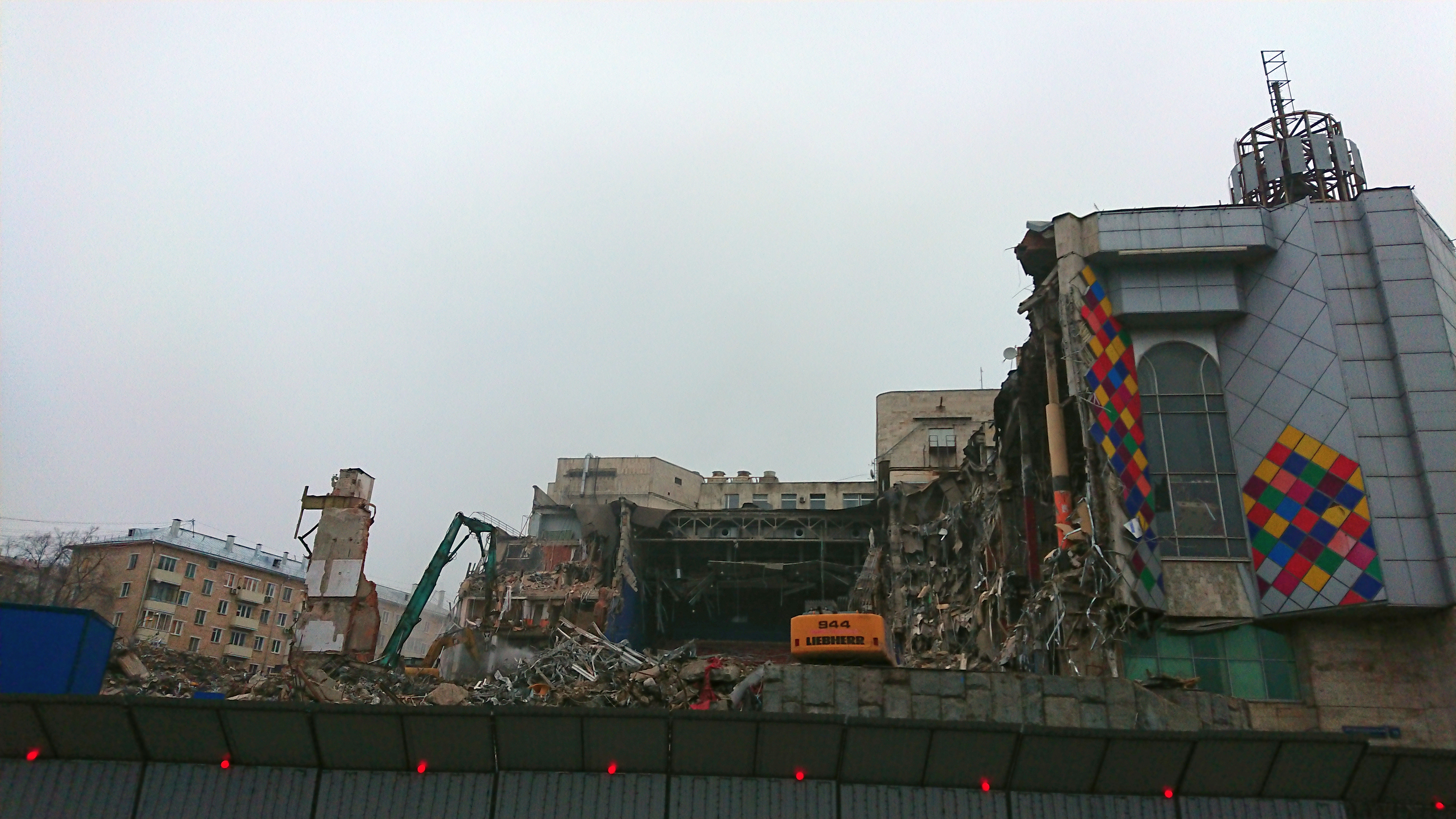
Снос киноцентра «Соловей», 22 декабря 2019

Осенью 2018 года правительство Москвы утвердило снос Киноцентра и строительство на его месте гостиничного комплекса с жилой площадью около 45 тысяч м². Сумма предполагаемых инвестиций в новый проект составит 5-10 миллиардов рублей, прибыль от продажи апартаментов оценивается в 25-30 миллиардов. Главный архитектор Москвы Сергей Кузнецов утверждал, что вопрос сноса был открыт для обсуждения широкой публикой, но противодействия общественности не вызвал. Однако позднее москвичи начали сбор подписей против сноса здания с лозунгом «Не дадим закрыть Киноцентр „Соловей“ на Красной Пресне!».
Я не знаю в Москве другого кинотеатра, где немассовые фильмы показывают в таких количествах, да еще и с пролонгированным прокатом — когда ты какой-то шедевр типа «Великой красоты» можешь и через год посмотреть. Это практически «эффект библиотеки». Такой кинотеатр просто необходим цивилизованному мегаполису.Сценарист Алексей Чупов
В ноябре 2018 года министр культуры Владимир Мединский пообещал разобраться в ситуации и направить специальный запрос мэру столицы Сергею Собянину. В октябре 2019 года Мединский подтвердил своё несогласие с решением о сносе киноцентра, но отметил, что решение об этом остаётся на усмотрение властей Москвы. В защиту Киноцентра также выступил председатель Союза кинематографистов, кинорежиссер Никита Михалков.
Однако, несмотря на выступления местных жителей, депутатов, общественных и культурных деятелей за сохранение Киноцентра «Соловей», 4 декабря 2019 года начался его снос. При этом представитель собственника сообщал, что проект нового здания также предполагает обустройство пяти кинозалов, площадки для кинофорумов и апартаментов для звёзд кино. В последующем данная информация не подтвердилась, а сам проект решили переделать. Сами собственники здания никогда не имели отношения к кинопрокату, которым занимался арендатор здания Соловей Юрий Васильевич, который и создал Киноцентр.

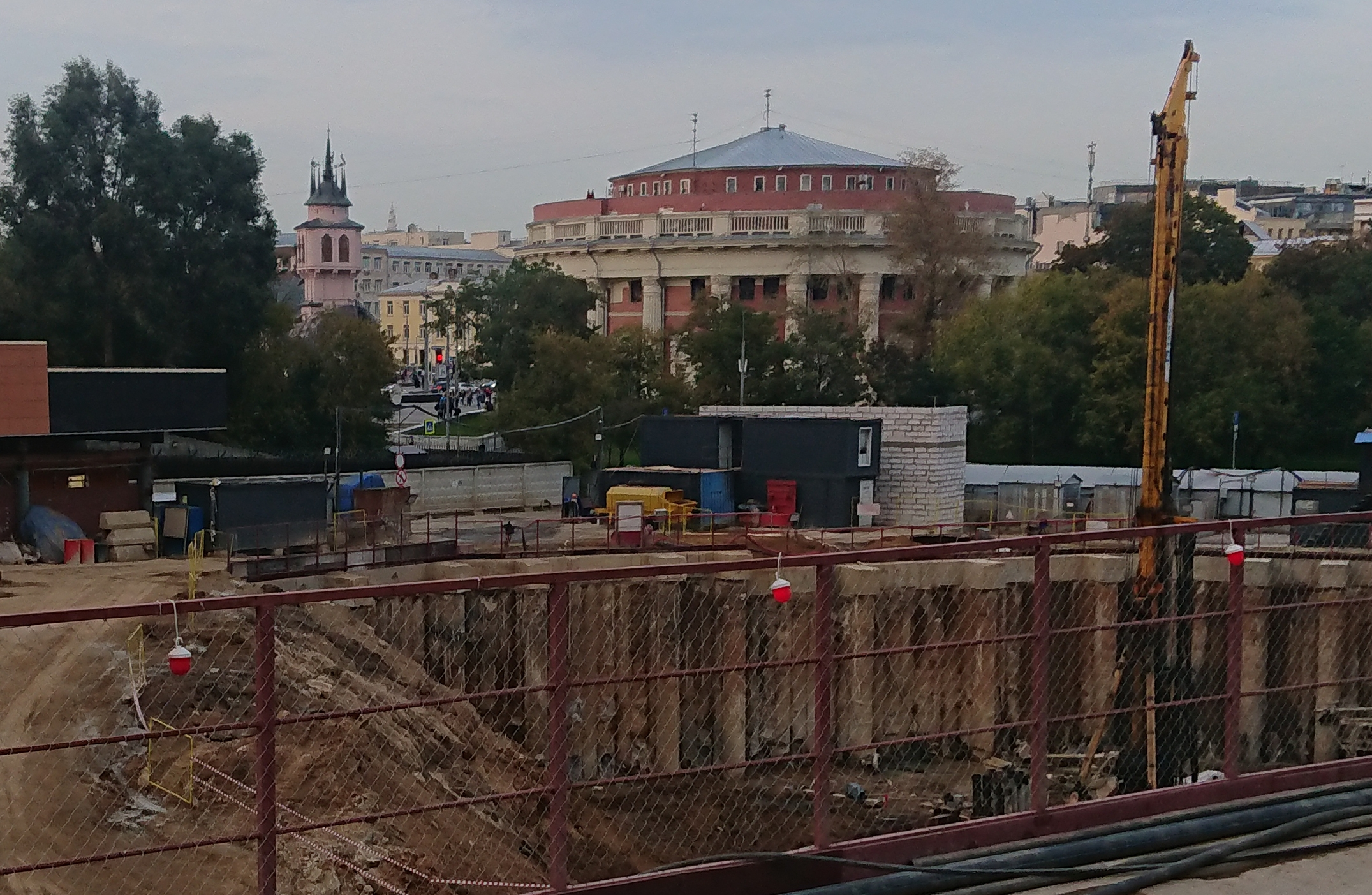
Котлован на месте киноцентра «Соловей». Сентябрь 2021

Во время работ по демонтажу на воротах строительного забора установили плакат с надписью «Паспорт объекта». Он сообщает, что работы завершатся в марте 2020 года.
20 января 2020 года в Москве задержали 52-летнюю Елену Аксёнову, которую подозревают в мошенничестве при строительстве нового здания на месте Киноцентра «Соловей».